# 奥芙拉·哈扎
奥芙拉·哈扎（希伯來語：עפרה חזה, ，1957年11月19日—2000年2月23日），本名芭特谢娃·哈扎（希伯來語：בת שבע חזה, ），以色列籍也门犹太人女歌手、演员，被称为“以色列麦当娜”、“中东麦当娜”以及“東方瑪丹娜”。